# Viktat projektivt rum
Inom algebraisk geometri, ett delområde av matematiken, är det viktade projektiva rummet P(a0,...,an) projektiva varieteten Proj(k[x0,...,xn]) associerad till den graderade ringen k[x0,...,xn] där variabeln xk har grad ak.

## Egenskaper
- Om d är ett positivt heltal är P(a0,a1,...,an) isomofiskt till P(a0,da1,...,dan), så att man kan anta att mängden av a:n inte har någon gemensam faktor större än 1. I detta fall säges viktade projektiva rummet vara välformat.